# Habenaria ortiziana
Habenaria ortiziana là một loài thực vật có hoa trong họ Lan. Loài này được R.González mô tả khoa học đầu tiên năm 1995.